# Гетманский, Михаил Владимирович
Михаил Владимирович Гетманский (15 февраля 1924 — 11 августа 2000) — наводчик миномёта 1038-го артиллерийского полка (295-я стрелковая дивизия, 5-я ударная армия, 3-й Украинский фронт), младший сержант — на момент представления к награждению орденом Славы 1-й степени.

## Биография
Родился 15 февраля 1924 года в городе Луганске. Работал слесарем на заводе «Октябрьская революция».
В Красной Армии и на фронте в Великую Отечественную войну с июля 1942 года. Участвовал в обороне Кавказа. С января 1943 года участвовал в боях на краснодарском направлении в составе Северо-Кавказского фронта. В сентябре 1943 года — феврале 1944 года участвовал в боях на юге Украины в ходе Мелитопольской операции и форсировал Днепр в районе Херсона. В марте 1944 года освобождал города Херсон и Николаев, изгонял врага с правобережной Украины, участвовал в Ясско-Кишиневской стратегической операции. Участвовал в освобождении Польши, боях на Одере, штурме Берлина.
28 мая 1944 года за мужество, проявленное в боях с врагом, младший сержант Гетманский награждён орденом Славы 3-й степени. 25 марта 1945 года младший сержант Гетманский награждён орденом Славы 2-й степени.
Указом Президиума Верховного Совета СССР от 15 мая 1946 года за мужество, отвагу и героизм младший сержант Гетманский Михаил Владимирович награждён орденом Славы 1-й степени.
В 1945 году демобилизован. Жил в городе Николаев. Скончался 11 августа 2000 года.